# 托尔道什
托尔道什，是匈牙利费耶尔州所辖的一个村。总面积16.76平方公里，总人口2082，人口密度124.2人/平方公里（2011年1月1日）。